# Matteo Vanzan
Matteo Vanzan (Dolo, 26 novembre 1981 – Nasiriyya, 17 maggio 2004) è stato un militare italiano, primo caporal maggiore dei Lagunari, morto in combattimento in Iraq durante l'operazione Antica Babilonia o "Operation Iraqi Freedom".

## Biografia
Matteo Vanzan viveva a Camponogara in provincia di Venezia.
In servizio come fuciliere presso il 1º Reggimento lagunari "Serenissima", alla sua seconda missione in Iraq, era assegnato al reparto Lagunari incaricato di assistere nella protezione della sede del CPA di Nasiriyya (presso la Base Libeccio), durante gli scontri del maggio 2004 contro le milizie sciite di Muqtada al-Sadr.
Ferito gravemente da una scheggia di mortaio durante un attacco contro la Base, durante l'Operazione "Screaming Eagle" del 14-15 maggio 2004, morì poche ore dopo all'età di 22 anni presso l'ospedale militare italiano di Tallil.

## Riconoscimenti
Il 7 aprile 2006 è stato insignito della Croce d'onore alla memoria, decretata dal presidente della Repubblica Carlo Azeglio Ciampi e consegnata dal successore Giorgio Napolitano alla famiglia, con la seguente motivazione:
Ha ricevuto inoltre, alla memoria, la medaglia d'oro al valore dell'esercito:
Sempre alla memoria, è stato insignito del "Premio Speciale per la Pace" (2004-2005) della Regione del Veneto.
Alla sua memoria, sono state inoltre intitolate:
- la Base operativa del contingente italiano in Libano (Operazione Leonte)
- una piazza di Camponogara (VE)
- un giardino pubblico di Padova
- una sala del Consiglio regionale del Veneto.

## Polemiche politiche
Esponenti dell'opposizione, fra cui Piero Fassino, hanno rimproverato l'allora presidente del consiglio Silvio Berlusconi per aver festeggiato la vittoria del Campionato di calcio di Serie A da parte del Milan proprio nelle ore dell'agonia in ospedale di Vanzan.
Il 4 novembre 2006, a Padova, dopo un convegno organizzato da Alleanza Nazionale in ricordo dei caduti di Nasiriyya, suo padre in compagnia del deputato di AN Filippo Ascierto fu aggredito e picchiato. Furono inizialmente indagati quattro attivisti politici vicini ai gruppi dei centri sociali locali in seguito assolti per non aver commesso il fatto.